# Hertugdømmet Lancaster
Hertugdømmet Lancaster er den britiske monarks private besiddelse (ejendom) som hertug(inde) af Lancaster. Hovedformålet med hertugdømmet er at tilvejebringe monarken en kilde til uafhængig indkomst. Hertugdømmet består af en portefølje af jordbesiddelser, ejendomme og aktiver, der ejes af en fond for monarken og administreres adskilt fra Crown Estate.
Landdistrikterne består af 18.481 hektar jord i England og Wales og omfatter erhvervs-, landbrugs- og beboelsesejendomme, hvoraf de fleste ligger i Lancashire, Yorkshire, Cheshire, Staffordshire og Lincolnshire. Derudover har hertugdømmet en betydelig erhvervsejendoms-portefølje, som i vid udstrækning befinder sig i Savoy precinct ud for Strand i London, en portefølje af finansielle investeringer og derudover en lille byboligportefølje.
Hertugdømmet Lancaster er den ene af to kongelige hertugdømmer: den anden er hertugdømmet Cornwall, tilhører den britiske tronfølger, og giver indtægter til denne.
Lancashires traditionelle hovedby er Lancaster, mens Preston er nutidens hovedby.

## Grænseområde mod Wales og Skotland
Grevskabet Lancashire, der blev oprettet i 1182, blev et jarldømme i 1267. Jarldømmet fungerede som et markgrevskab i det engelske forsvar mod Wales og Skotland.

## Delvist selvstyre
I 1351 fik området status som hertugdømme og palatinatsgrevskab (County Palatine of Lancashire). Ved denne lejlighed fik Lancashire et omfattende selvstyre.
Selvstyret er blevet reduceret flere gange – mest omfattende i 1873.

## Union med England
I 1399 blev Harry of Monmouth hertug af Lancaster. I 1413 blev han også konge under navet Henrik 5. af England.
Siden 1413 har England og Lancaster (teoretisk) set været i personalunion. Dette betyder, at monarken udøver sine rettigheder i England som konge (eller regerende dronning), mens monarken udøver sine rettigheder i Lancashire som hertug (eller hertuginde).

## Huset Lancaster
Kongehuset Lancaster (den røde rose) regerede England fra 1399 til 1471. Kongerne Henrik 4., Henrik 5. og Henrik 6. tilhørte huset.

## Ejendomsselskab
Lancashire er et forsørgelseslen (fadeburslen). Indtægterne fra lenet betragtes som monarkens private indtægter.
I nutiden fungerer hertugdømmet som et ejendomsselskab, der har omfattende besiddelser af jord og anden fast ejendom. Overskuddet fra driften tilfalder monarken.

## Kanslere af hertugdømmet Lancaster
Hertugdømmets første kansler blev udnævnt i 1361.
I nutiden er det politikere eller fremtrædende embedsmænd, der tildeles posten som kansler.
De seneste på posten er:
- 2007-2008: Ed Miliband, leder af Labour i 2010-2015.
- 2008-2009: Liam Byrne, nuværende skyggeminister for arbejde og pension (Labour).
- 2009-2010: Janet Royall, Baroness Royall af Blaisdon, nuværende skyggeleder af Overhuset (Labour).
- 2010-2013: Thomas Galbraith, 2nd Baron Strathclyde, leder af Overhuset (konservativ).
- 7. januar 2013-2014: Jonathan Hill, Baron Hill af Oareford, leder af Overhuset (konservativ).